# Lycoperdon
Lycoperdon es un género de hongos comúnmente denominados bejines o cuescos de lobo. Su órgano de dispersión de esporas es un cuerpo fructífero piriforme que se caracteriza por su mecanismo para dispersarlas. Cuando está maduro, la más mínima presión provoca la rápida expulsión de una nube repleta de esporas.

## Especies
- Lycoperdon caudatum, (=Lycoperdon pedicellatum)
- Lycoperdon curtisii
- Lycoperdon echinatum
- Lycoperdon ericaceum (=Lycoperdon muscorum)
  - Lycoperdon ericaceum var. subareolatum
- Lycoperdon excipuliforme
- Lycoperdon lambinonii
- Lycoperdon lividum, (=Lycoperdon spadiceum ss. Pers. non Schaeff.)
- Lycoperdon mammiforme
- Lycoperdon molle
- Lycoperdon norvegicum
- Lycoperdon nigrescens, (=Lycoperdon foetidum Bonord.)
- Lycoperdon marginatum, (=Lycoperdon candidum ss. auct. non Pers.)
- Lycoperdon perlatum, (=Lycoperdon gemmatum)
- Lycoperdon pyriforme (=Apioperdon pyriforme.)
- Lycoperdon tuber - criadilla de tierra, turma de tierra.[3]
- Lycoperdon umbrinum